# Instituto Nacional de Estadística y Censos (Argentinien)

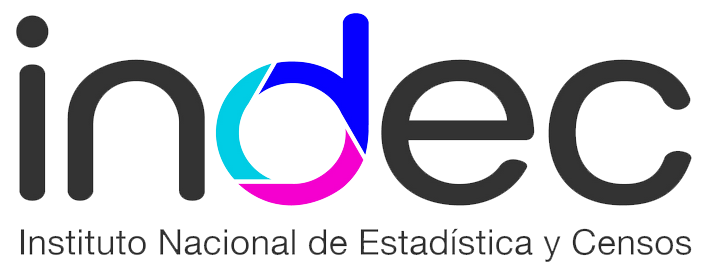
Logo

Das Instituto Nacional de Estadística y Censos (Abkürzung INDEC, deutsch Nationales Institut für Statistik und Volkszählung) ist das argentinische Statistikamt.
Zwei der vielen Betätigungsfelder sind beispielhaft:
- die Volkszählungen (Censos), die etwa alle zehn Jahre stattfinden. Hierbei wird über Hausbesuche mit detaillierten Befragungen nicht nur die Bevölkerungszahl, sondern auch die ethnische Zusammensetzung und die beruflichen und wohnlichen Bedingungen der Argentinier ermittelt;
- die Encuesta permanente de hogares, eine ständig vorgenommene Umfrage, die jedoch nur auf die größten Ballungsräume Argentiniens beschränkt ist. Sie dient zur Ermittlung sozio-ökonomischer Daten wie Arbeitslosigkeit und Armutsquote. Diese Daten werden alle sechs Monate veröffentlicht.

## Interventions-Affäre 2007
Im Januar 2007, vor dem Hintergrund einer hohen Inflationsrate und anstehender Präsidentschaftswahlen im Oktober 2007, wurde von Seiten der Regierung Néstor Kirchners die Beauftragte Graciela Bevacqua für die Ermittlung des Preisindexes im Statistikamt INDEC ausgewechselt.
Der Staatssekretär im Wirtschaftsministerium Guillermo Moreno übte Druck auf die Statistikabteilung aus:

“The demands from Moreno were daily. He challegend our data, our methodology and our results. Phone calls from Moreno were 40-minutes-long shouting demands, asking for information to which, by law, neither he nor his office had any right. There was no stopping his bullying; even the Minister Economics, who outranked Moreno, was cowed into serving as the go-between between Moreno and INDEC.”

„Die Anforderungen von Moreno kamen täglich. Er stellte unsere Daten, unsere Methoden und unsere Ergebnisse in Frage. Die Anrufe von Moreno waren 40 Minuten lang gebrüllte Anforderungen nach Informationen, auf die weder er noch sein Büro nach dem Gesetz ein Recht hatten. Es gab kein Halten bei seinem Mobbing; auch der Wirtschaftsminister, eigentlich Morenos Vorgesetzter, der als Vermittler zwischen Moreno und INDEC diente, wurde eingeschüchtert.“

Es wurden verschiedene Anforderungen gemacht, z. B.
- die Rundung so zu verändern, so dass zum Beispiel 2,599 und 2,501 immer auf 2,5 abgerundet wird,
- im Warenkorb billige Güter (z. B. bei Brot, Textilien) stärker zu gewichten als teure unabhängig davon wie sie sich wirklich verkaufen,
- sogenannte precios acordados, gekappte Preise, die zwischen Verkäufern und der Regierung ausgehandelt wurden, stärker im Preisindex zu berücksichtigen, unabhängig davon ob diese Preise im täglichen Leben wirklich gezahlt werden und
- es wurde für bestimmte Güter verlangt anzugeben in welchen Geschäften INDEC die Preise und Verkaufsmengen erhebt.

Daraufhin regte sich Protest unter den Mitarbeitern des Instituts, die der Regierung vorwarfen, auf sie Druck auszuüben, im monatlichen Preisentwicklungsbericht eine niedrigere Inflationsrate als die gemessene anzugeben, also die Zahlen zu schönen. Als Folge trat der Vorsitzende des Instituts, Lelio Mármora, zurück. Im März wurde die Inflationsrate vom Institut nachträglich nach unten korrigiert, wodurch die Glaubwürdigkeit des Instituts starken Schaden nahm. Als Reaktion darauf wurde von der Wirtschaftsministerin Felisa Miceli Mitte April die Führung des Instituts erneut ausgewechselt, mit dem Ziel, die Transparenz und Glaubwürdigkeit wiederherzustellen.
Seither kam das argentinische Statistikamt INDEC schwer in die Kritik, was die Messung der Inflationsrate angeht. Dem INDEC und der Regierung wird dabei vorgeworfen, die Teuerungsrate zu beschönigen. Einige Wirtschaftswissenschaftler gingen für 2007 von einer realen Teuerungsrate in Höhe von fast 20 % bis sogar 23 % aus. Dies sind 12 bis 15 Prozentpunkte mehr als die offizielle Inflationsrate von 8 %.
Eine Analyse der Fakultät für Wirtschaftswissenschaften der Universidad Nacional de Córdoba kam Anfang 2009 zu dem Ergebnis, die Inflationsrate (nach dem Konsumentenpreisindex IPC) im Jahr 2008 habe 23,05 % betragen, gegenüber den 7,2 %, die vom INDEC angegeben wurden. Ein ernstes Problem sei laut den Verfassern der Studie auch, dass sowohl der Konsumentenpreisindex als auch der ebenfalls angezweifelte Großhandelpreisindex auch Einfluss auf die offizielle Berechnung des Bruttoinlandsproduktes hätten. So habe nach den Berechnungen der UNC das reale Wirtschaftswachstum 2008 nicht 7,2 %, sondern nur 5,95 % betragen.
Im Februar 2012 beschloss The Economist die offiziellen Zahlen der Preisindizes des INDEC nicht mehr zu verwenden:

“Since 2007 Argentina's government has published inflation figures that almost nobody believes. ... In 2010 we added a precautionary footnote to our statistical tables. From this week, we have decided to drop INDEC's figures entirely. We are tired of being an unwilling party to what appears to be a deliberate attempt to deceive voters and swindle investors.”

„Seit 2007 hat Argentiniens Regierung Inflationszahlen veröffentlicht, die fast niemand glaubt. ... Seit 2010 veröffentlichen wir vorsorgliche Fußnoten zu unseren statistischen Tabellen. Ab dieser Woche haben wir beschlossen die Zahlen von INDEC nicht mehr zu verwenden. Wir sind es leid an etwas mitzuwirken, was wie ein gezielter Versuch aussieht, Wähler und Investoren zu täuschen.“